# دنیل اوشونسی
دنیل اوشونسی (فنلاندی: Daniel O'Shaughnessy؛ زادهٔ ۱۴ سپتامبر ۱۹۹۴) بازیکن فوتبال اهل فنلاند است.
از باشگاه‌هایی که در آن بازی کرده‌است می‌توان به باشگاه فوتبال براینتری تاون، باشگاه فوتبال میتیولن، باشگاه فوتبال برنتفورد، و باشگاه فوتبال متس اشاره کرد.
وی همچنین در تیم‌های ملی فوتبال زیر ۱۷ سال فنلاند، زیر ۱۸ سال فنلاند، زیر ۲۱ سال فنلاند، و فنلاند بازی کرده‌است.